# Újratervezés (televíziós műsor)
Az Újratervezés magyar fejlesztésű lakásfelújítással foglalkozó műsor, amely 2019. november 11-én indult a TV2-n. A negyedik évadtól 2024. augusztus 12-től a TV2 Klub sugározza

## A műsor menete
A műsor olyan családokat mutat be, akik önerőből nem tudják felújítani a házukat. A munkát a tervezők és a kivitelezők segítik. Az építés során a családnak nem csak a műsorvezetők gondoskodnak a felejthetetlen élményről, hanem magyar celebek is.

## Évadok
| Évadok | Évadok | Részek száma | Első rész            | Utolsó rész          | Műsorvezető  | Műsorvezető    | Csatorna |
| ------ | ------ | ------------ | -------------------- | -------------------- | ------------ | -------------- | -------- |
|        | 1.     | 30           | 2019. november 11.   | 2019. december 20.   | Stohl András | Ördög Nóra     |          |
|        | 2.     | 40           | 2020. szeptember 28. | 2020. november 20.   | Ördög Nóra   | Ördög Nóra     |          |
|        | 3.     | 30           | 2020. november 23.   | 2020. december 11.   | Stohl András | Kárpáti Rebeka |          |
|        | 4.     | 30           | 2024. augusztus 12.  | 2024. szeptember 20. | Stohl András | Szabó Zsófia   |          |
|        | 5.     | 15           | 2025. június 9.      | 2025. június 27.     | Stohl András | Szabó Zsófia   |          |

A műsor első évadának a műsorvezetői Ördög Nóra és Stohl András volt. Az évad 2019. november 11-én indult. A második évad 2020. szeptember 28-án indult Ördög Nóra műsorvezetésével. A harmadik évad 2020. november 28-án került bemutatásra Kárpáti Rebekával és Stohl Andrással. 2024. április 23-án Fischer Gábor, a TV2 Csoport programigazgatója a Digital-Media Hungary konferencián bejelentette, hogy 4 év után újraindul a műsor. A negyedik évadot a TV2 Klub mutatja be 2024. augusztus 12-én. A műsorvezetők Szabó Zsófia és Stohl András.